# 鳥居忠雅
鳥居 忠雅（とりい ただまさ、明治37年〈1904年〉12月11日‐昭和45年〈1970年〉5月13日）は、昭和時代の浮世絵師、日本画家。上野忠雅とも記される。

## 来歴
四代目鳥居清忠の門人。本名は上野克己、忠雅と号す。明治37年12月11日、東京本郷の薬局尾沢蒼生堂の長男として生まれる。大正10年（1921年）より四代目清忠に師事し、鳥居派の芝居絵を学ぶ。昭和18年（1943年）から歌舞伎座などの絵看板や番付を描いており、第二次世界大戦後は主として歌舞伎座、国立劇場、御園座などの絵看板、番付、筋書などを描いた。また渡辺木版美術画舗から新版画の作品を発表している。日本劇画院展にも作品を出品しており、代表作として昭和16年（1941年）の木版画「隈取十八番」、昭和18年の「続隈取十八番」、同年の「歌舞伎隈取図説」があげられる。昭和24年（1949年）には鳥居家の姓を許された。昭和27年（1952年）、木版画集『歌舞伎十八番』全三巻を著す。生来江戸っ子気質で、生涯シャツや洋服は着なかったという。晩年、パリでの展覧会のための作品制作及び著作『かつらの研究』を計画していたが果たせないままとなり、昭和45年5月に国立劇場で上演された宇野信夫作『柳影沢蛍火』での作品が最後となった。
昭和45年5月13日、心筋梗塞により東京都杉並区の自宅で死去した。65歳没。

## 作品
- 「隈取十八番 市川流一本隈 和藤内の図」 木版画
- 「続隈取一八番 市川流火焔隈」 木版画 東京国立近代美術館所蔵
- 「歌舞伎姿暦 二月 勧進帳」 木版画
- 「歌舞伎姿暦 六月 夏祭浪花鑑」 木版画
- 「歌舞伎姿暦 九月 菊慈童」 木版画
- 「歌舞伎姿暦 十一月 しばらく」 木版画
- 「歌舞伎姿暦 十二月 ゆかり月」 木版画